# Sander Fischer
Sander Fischer (Rhoon, 3 settembre 1988) è un ex calciatore olandese, di ruolo difensore.

## Carriera
Nella stagione 2007-2008 gioca una partita in Eredivisie con il NAC Breda. Gioca quindi nella seconda serie del campionato olandese con Cambuur, Emmen, AGOVV ed Excelsior, con cui ottiene la promozione in Eredivisie al termine della stagione 2013-2014, debuttando quindi in massima serie nella stagione successiva.